# 2018–2019-es angol labdarúgó-ligakupa
A 2018–2019-es angol labdarúgó-ligakupa, szponzori néven Carabao Cup az Angol Ligakupa 59. szezonja; egy kieséses rendszerű kiírás Anglia és Wales 92 profi labdarúgócsapata számára. A kiírás szerint a győztes a 2019–2020-as Európa-liga harmadik selejtezőkörében indulhat, ha nem került be egyik európai kupasorozatba sem. A címvédő a Manchester City volt, akik a 2017–18-as szezonban történetük során ötödik alkalommal hódították el a kupát. A manchesteri csapat megvédte címét a sorozat döntőjében, ahol 0–0-s döntetlent követően tizenegyesekkel győzték le a Chelsea csapatát, megszerezve hatodik Ligakupa-győzelmüket.

## Első kör
Az első kört 2018. június 15-én sorsolták ki, augusztus közepén 70 csapat 35 mérkőzést játszott. Zárójelben a csapatok osztályai találhatóak.
| 2018. augusztus 14. 19:45 BST |

| Blackpool (3)                                | 3–1         | Barnsley (3) |
| -------------------------------------------- | ----------- | ------------ |
| Nottingham 50' Pritchard 56' Gnanduillet 80' | Jegyzőkönyv | Moncur 19'   |

| Bloomfield Road, Blackpool Nézőszám: 1 937 Játékvezető: Mark Heywood |

| 2018. augusztus 14. 19:45 BST |

| Carlisle United (4) | 1–5         | Blackburn Rovers (2)                |
| ------------------- | ----------- | ----------------------------------- |
| Hope 22'            | Jegyzőkönyv | Armstrong 2' 54' Dack 6' Palmer 40' |

| Brunton Park, Carlisle Nézőszám: 3 156 Játékvezető: Ross Joyce |

| 2018. augusztus 14. 19:45 BST |

| Crewe Alexandra (4)                | 1–1         | Fleetwood Town (3)              |
| ---------------------------------- | ----------- | ------------------------------- |
| Wintle 32'                         | Jegyzőkönyv | Holt 52'                        |
| Büntetőpárbaj                      |             |                                 |
| Jones Nicholls Reilly Pickering Ng | 3–4         | Madden Long Holt Biggins Hunter |

| Gresty Road, Crewe Nézőszám: 1 783 Játékvezető: Trevor Kettle |

| 2018. augusztus 14. 19:45 BST |

| Grimsby Town (4) | 0–2         | Rochdale (3)     |
| ---------------- | ----------- | ---------------- |
|                  | Jegyzőkönyv | Rathbone 39' 79' |

| Blundell Park, Grimsby Nézőszám: 1 781 Játékvezető: Darren England |

| 2018. augusztus 14. 19:45 BST |

| Leeds United (2)     | 2–1         | Bolton Wanderers (2) |
| -------------------- | ----------- | -------------------- |
| Bamford 27' Sáiz 35' | Jegyzőkönyv | Oztumer 52'          |

| Elland Road, Leeds Nézőszám: 19 617 Játékvezető: Andy Haines |

| 2018. augusztus 14. 19:45 BST |

| Macclesfield Town (4)                 | 1–1         | Bradford City (3)          |
| ------------------------------------- | ----------- | -------------------------- |
| Kelleher 60'                          | Jegyzőkönyv | Colville 62'               |
| Büntetőpárbaj                         |             |                            |
| Whitaker Smith Fitzpatrick Rose Marsh | 4–2         | O’Connor Akpan Riley Payne |

| Moss Rose, Macclesfield Nézőszám: 1 422 Játékvezető: Jeremy Simpson |

| 2018. augusztus 14. 19:45 BST |

| Mansfield Town (4)                                | 6–1         | Accrington Stanley (3) |
| ------------------------------------------------- | ----------- | ---------------------- |
| Walker 9' (pen.) Khan 16' Rose 66' Hamilton 90+4' | Jegyzőkönyv | Finley 6'              |

| Field Mill, Mansfield Nézőszám: 1 565 Játékvezető: Sebastian Stockbridge |

| 2018. augusztus 14. 19:45 BST |

| Middlesbrough (2)                  | 3–3         | Notts County (4)                          |
| ---------------------------------- | ----------- | ----------------------------------------- |
| Fletcher 27' 74' Mahmutovic 44'    | Jegyzőkönyv | Crawford 20' Stead 34' 63'                |
| Büntetőpárbaj                      |             |                                           |
| Leadbitter McNair Walker Tavernier | 4–3         | Stead Alessandra Hawkridge Patching Jones |

| Riverside Stadion, Middlesbrough Nézőszám: 9 942 Játékvezető: Anthony Backhouse |

| 2018. augusztus 14. 19:30 BST |

| Nottingham Forest (2)                                                       | 1–1         | Bury (4)                                                                           |
| --------------------------------------------------------------------------- | ----------- | ---------------------------------------------------------------------------------- |
| Cash 90+3'                                                                  | Jegyzőkönyv | O’Connell 2'                                                                       |
| Büntetőpárbaj                                                               |             |                                                                                    |
| Lolley Osborn Dawson Murphy Watson Cash Hefele Robinson Byram Steele Lolley | 10–9        | O’Connell O’Shea Bunn Omotayo Stokes Miller Moore Thompson Dawson Murphy O’Connell |

| City Ground, Nottingham Nézőszám: 8 172 Játékvezető: Scott Duncan |

| 2018. augusztus 14. 19:45 BST |

| Oldham Athletic (4) | 0–2         | Derby County (2)     |
| ------------------- | ----------- | -------------------- |
|                     | Jegyzőkönyv | Tomori 36' Mount 70' |

| Boundary Park, Oldham Nézőszám: 3 376 Játékvezető: Darren Bond |

| 2018. augusztus 14. 19:45 BST |

| Port Vale (4) | 0–4         | Lincoln City (4)                                         |
| ------------- | ----------- | -------------------------------------------------------- |
|               | Jegyzőkönyv | Shackell 5' Green 48' (11-esből) O’Connor 80' Akinde 82' |

| Vale Park, Stoke-on-Trent Nézőszám: 2 440 Játékvezető: Robert Lewis |

| 2018. augusztus 14. 19:45 BST |

| Preston North End (2)          | 3–1         | Morecambe (4)    |
| ------------------------------ | ----------- | ---------------- |
| Barker 14' Moult 33' Burke 58' | Jegyzőkönyv | Mandeville 45+2' |

| Deepdale, Preston Nézőszám: 6 077 Játékvezető: Tom Nield |

| 2018. augusztus 14. 19:45 BST |

| Rotherham United (2)      | 3–1         | Wigan Athletic (2) |
| ------------------------- | ----------- | ------------------ |
| Proctor 37' 64' Ajayi 42' | Jegyzőkönyv | Vaughan 74'        |

| New York Stadion, Rotherham Nézőszám: 3 017 Játékvezető: Peter Bankes |

| 2018. augusztus 14. 19:45 BST |

| Scunthorpe United (3) | 1–2         | Doncaster Rovers (3) |
| --------------------- | ----------- | -------------------- |
| Humphrys 90+2'        | Jegyzőkönyv | Wilks 36' Andrew 56' |

| Glanford Park, Scunthorpe Nézőszám: 3 272 Játékvezető: Geoff Eltringham |

| 2018. augusztus 14. 19:45 BST |

| Sheffield United (2)                    | 1–1         | Hull City (2)                        |
| --------------------------------------- | ----------- | ------------------------------------ |
| Sharp 75'                               | Jegyzőkönyv | Toral 18'                            |
| Büntetőpárbaj                           |             |                                      |
| Norwood Sharp Woodburn O’Connell Basham | 4–5         | Toral Keane Grosicki Fleming Stewart |

| Bramall Lane, Sheffield Nézőszám: 6 327 Játékvezető: Martin Coy |

| 2018. augusztus 14. 19:45 BST |

| Shrewsbury Town (3) | 1–2         | Burton Albion (3)                  |
| ------------------- | ----------- | ---------------------------------- |
| Whalley 27'         | Jegyzőkönyv | Templeton 45' Akins 64' (11-esből) |

| New Meadow, Shrewsbury Nézőszám: 2 708 Játékvezető: Graham Salisbury |

| 2018. augusztus 14. 19:45 BST |

| Tranmere Rovers (4) | 1–3         | Walsall (3)                         |
| ------------------- | ----------- | ----------------------------------- |
| Cole 80'            | Jegyzőkönyv | Ferrier 29' Ginnelly 64' Ismail 68' |

| Prenton Park, Birkenhead Nézőszám: 3 817 Játékvezető: Michael Salisbury |

| 2018. augusztus 14. 19:45 BST |

| Bristol City (2) | 0–1         | Plymouth Argyle (3) |
| ---------------- | ----------- | ------------------- |
|                  | Jegyzőkönyv | Songo’o 27'         |

| Ashton Gate, Bristol Nézőszám: 9 865 Játékvezető: Kevin Johnson |

| 2018. augusztus 14. 19:45 BST |

| Bristol Rovers (3)                | 2–1         | Crawley Town (4)  |
| --------------------------------- | ----------- | ----------------- |
| Kyle Bennett 32' Ollie Clarke 84' | Jegyzőkönyv | Mark Connolly 88' |

| Memorial Stadion, Bristol Nézőszám: 2 336 Játékvezető: Lee Swabey |

| 2018. augusztus 14. 19:45 BST |

| Cambridge United (4) | 1–4         | Newport County (4)                 |
| -------------------- | ----------- | ---------------------------------- |
| Azeez 90' (11-esből) | Jegyzőkönyv | Amond 18' 22' Matt 49' Semenyo 86' |

| Abbey Stadion, Cambridge Nézőszám: 1 618 Játékvezető: Andrew Davies |

| 2018. augusztus 14. 19:45 BST |

| Cheltenham Town (4)                             | 2–2         | Colchester United (4)                             |
| ----------------------------------------------- | ----------- | ------------------------------------------------- |
| Broom 1' Thomas 71' (11-esből)                  | Jegyzőkönyv | Szmodics 79' Norris 80'                           |
| Büntetőpárbaj                                   |             |                                                   |
| Thomas Tozer Smith Broom Kalala Mullins Forster | 6–5         | Norris Pell Szmodics Nouble Kent Dickenson Senior |

| Whaddon Road, Cheltenham Nézőszám: 1 179 Játékvezető: Chris Sarginson |

| 2018. augusztus 14. 19:45 BST |

| Exeter City (4) | 1–1         | Ipswich Town (2) |
| --------------- | ----------- | ---------------- |
| Brown 64'       | Jegyzőkönyv |                  |
| Büntetőpárbaj   |             |                  |
|                 | 4–2         |                  |

| St James Park, Exeter Nézőszám: 3 675 Játékvezető: Brett Huxtable |

| 2018. augusztus 14. 19:45 BST |

| Millwall (2)                        | 0–0         | Gillingham (3)              |
| ----------------------------------- | ----------- | --------------------------- |
|                                     | Jegyzőkönyv |                             |
| Büntetőpárbaj                       |             |                             |
| J. Wallace Elliott Webster Ferguson | 3–1         | Byrne O’Neill Parker Hanlan |

| The Den, London Nézőszám: 4 401 Játékvezető: Charles Brakespear |

| 2018. augusztus 14. 19:45 BST |

| Milton Keynes Dons (4)               | 3–0         | Charlton Athletic (3) |
| ------------------------------------ | ----------- | --------------------- |
| Asonganyi 7' Watson 16' Cummings 71' | Jegyzőkönyv |                       |

| Stadium:MK, Milton Keynes Nézőszám: 3 052 Játékvezető: John Busby |

| 2018. augusztus 14. 19:45 BST |

| Norwich City (2)                         | 3–1         | Stevenage (4) |
| ---------------------------------------- | ----------- | ------------- |
| Stiepermann 27' Zimmermann 83' Pukki 89' | Jegyzőkönyv | Ball 40'      |

| Carrow Road, Norwich Nézőszám: 11 687 Játékvezető: Craig Hicks |

| 2018. augusztus 14. 19:45 BST |

| Oxford United (3)    | 2–0         | Coventry City (3) |
| -------------------- | ----------- | ----------------- |
| Browne 39' Whyte 50' | Jegyzőkönyv |                   |

| Kassam Stadion, Oxford Nézőszám: 3 551 Játékvezető: James Linington |

| 2018. augusztus 14. 19:45 BST |

| Portsmouth (3) | 1–2         | AFC Wimbledon (3)     |
| -------------- | ----------- | --------------------- |
| Burgess 49'    | Jegyzőkönyv | Pigott 76' Walkes 88' |

| Fratton Park, Portsmouth Nézőszám: 6 588 Játékvezető: Ollie Yates |

| 2018. augusztus 14. 19:45 BST |

| Queens Park Rangers (2) | 2–0         | Peterborough United (3) |
| ----------------------- | ----------- | ----------------------- |
| Freeman 3' Wszołek 6'   | Jegyzőkönyv |                         |

| Loftus Road, London Nézőszám: 4 021 Játékvezető: Gavin Ward |

| 2018. augusztus 14. 20:00 BST |

| Reading (2)         | 2–0         | Birmingham City (2) |
| ------------------- | ----------- | ------------------- |
| Méïté 11' Swift 72' | Jegyzőkönyv |                     |

| Madejski Stadion, Reading Nézőszám: 6 934 |

| 2018. augusztus 14. 19:45 BST |

| Southend United (3)        | 2–4         | Brentford (2)                                   |
| -------------------------- | ----------- | ----------------------------------------------- |
| Robinson 62' McCoulsky 72' | Jegyzőkönyv | Forss 42' Jeanvier 64' Benráhma 67' Mokotjo 85' |

| Roots Hall, Southend-on-Sea Nézőszám: 3 055 |

| 2018. augusztus 14. 19:45 BST |

| Swindon Town (4) | 0–1         | Forest Green Rovers (4) |
| ---------------- | ----------- | ----------------------- |
|                  | Jegyzőkönyv | Campbell 60'            |

| County Ground, Swindon Nézőszám: 3 451 |

| 2018. augusztus 14. 20:00 BST |

| West Bromwich Albion (2) | 1–0         | Luton Town (3) |
| ------------------------ | ----------- | -------------- |
| Burke 62'                | Jegyzőkönyv |                |

| The Hawthorns, West Bromwich Nézőszám: 10 404 |

| 2018. augusztus 14. 19:45 BST |

| Wycombe Wanderers (3)                                               | 1–1         | Northampton Town (4)                                       |
| ------------------------------------------------------------------- | ----------- | ---------------------------------------------------------- |
| Williams 50'                                                        | Jegyzőkönyv | Hoskins 82'                                                |
| Büntetőpárbaj                                                       |             |                                                            |
| Jacobson Morris McCarthy Mackail-Smith Kashket Thompson Gape El-Abd | 7–6         | Bowditch Hoskins Waters Foley Taylor Bridge Facey Turnbull |

| Adams Park, High Wycombe Nézőszám: 1 999 |

| 2018. augusztus 14. 19:45 BST |

| Yeovil Town (4) | 0–1         | Aston Villa (2) |
| --------------- | ----------- | --------------- |
|                 | Jegyzőkönyv | Hourihane 77'   |

| Huish Park Stadion, Yeovil Nézőszám: 6 123 |

| 2018. augusztus 16. 19:45 BST |

| Sunderland (3) | 0–2         | Sheffield Wednesday (2) |
| -------------- | ----------- | ----------------------- |
|                | Jegyzőkönyv | Matias 29' Reach 79'    |

| Stadium of Light, Sunderland Nézőszám: 13 890 |

## Második kör
A második kört 2018. augusztus 14-én sorsolták ki, augusztus végén 50 csapat 25 mérkőzést játszott. Zárójelben a csapatok osztályai találhatóak.
| 2018. augusztus 28. 19:45 BST |

| Leicester City (1)                            | 4–0         | Fleetwood Town (3) |
| --------------------------------------------- | ----------- | ------------------ |
| Fuchs 8' Iborra 39' Iheanacho 46' Ghezzal 71' | Jegyzőkönyv |                    |

| King Power Stadion, Leicester Nézőszám: 10 671 Játékvezető: Lee Mason |

| 2018. augusztus 28. 19:45 BST |

| Leeds United (2) | 0–2         | Preston North End (2)              |
| ---------------- | ----------- | ---------------------------------- |
|                  | Jegyzőkönyv | Johnson 2' (11-esből) Barker 45+1' |

| Elland Road, Leeds Nézőszám: 18 652 Játékvezető: Tony Harrington |

| 2018. augusztus 28. 19:45 BST |

| Sheffield Wednesday (2) | 0–2         | Wolverhampton Wanderers (1)       |
| ----------------------- | ----------- | --------------------------------- |
|                         | Jegyzőkönyv | Bonatini 53' Costa 85' (11-esből) |

| Hillsborough Stadion, Sheffield Nézőszám: 13 597 Játékvezető: Robert Jones |

| 2018. augusztus 28. 19:45 BST |

| Doncaster Rovers (3) | 1–2         | Blackpool (3)                |
| -------------------- | ----------- | ---------------------------- |
| May 23'              | Jegyzőkönyv | Nottingham 38' Pritchard 60' |

| Keepmoat Stadion, Doncaster Nézőszám: 3 188 Játékvezető: Anthony Backhouse |

| 2018. augusztus 28. 19:45 BST |

| Burton Albion (3) | 1–0         | Aston Villa (2) |
| ----------------- | ----------- | --------------- |
| Boyce 52'         | Jegyzőkönyv |                 |

| Pirelli Stadion, Burton upon Trent Nézőszám: 3 411 Játékvezető: Darren Bond |

| 2018. augusztus 28. 19:45 BST |

| Hull City (2) | 0–4         | Derby County (2)                                |
| ------------- | ----------- | ----------------------------------------------- |
|               | Jegyzőkönyv | Waghorn 24' Jozefzoon 39' Fleming 73' Mount 89' |

| KCOM Stadion, Hull Nézőszám: 4 666 Játékvezető: Oliver Langford |

| 2018. augusztus 28. 19:45 BST |

| Middlesbrough (2)      | 2–1         | Rochdale (3) |
| ---------------------- | ----------- | ------------ |
| Johnson 37' Hugill 53' | Jegyzőkönyv | Delaney 83'  |

| Riverside Stadion, Middlesbrough Nézőszám: 10 344 Játékvezető: Ben Toner |

| 2018. augusztus 28. 19:45 BST |

| Blackburn Rovers (2)                         | 4–1         | Lincoln City (4) |
| -------------------------------------------- | ----------- | ---------------- |
| Nuttall 4' Graham 49' Downing 61' Palmer 77' | Jegyzőkönyv | Luque 28'        |

| Ewood Park, Blackburn Nézőszám: 5 211 Játékvezető: Geoff Eltringham |

| 2018. augusztus 28. 19:45 BST |

| West Bromwich Albion (2) | 2–1         | Mansfield Town (4) |
| ------------------------ | ----------- | ------------------ |
| Leko 26' Edwards 75'     | Jegyzőkönyv | Bishop 69'         |

| The Hawthorns, West Bromwich Nézőszám: 13 046 Játékvezető: Steve Martin |

| 2018. augusztus 28. 19:45 BST |

| Walsall (3)                    | 3–3         | Macclesfield Town (4)            |
| ------------------------------ | ----------- | -------------------------------- |
| Morris 33' Cook 63' Gordon 64' | Jegyzőkönyv | Grimes 10' Smith 25' Marsh 90+1' |
| Büntetőpárbaj                  |             |                                  |
| Cook Leahy Kouhyar Morris      | 1–3         | Whitaker Smith Fitzpatrick       |

| Bescot Stadion, Walsall Nézőszám: 2 352 Játékvezető: Darren Drysdale |

| 2018. augusztus 28. 19:45 BST |

| Stoke City (2)            | 2–0         | Huddersfield Town (1) |
| ------------------------- | ----------- | --------------------- |
| Berahino 53' Bacuna 90+7' | Jegyzőkönyv |                       |

| Bet365 Stadion, Stoke-on-Trent Nézőszám: 7 290 Játékvezető: Peter Bankes |

| 2018. augusztus 28. 19:45 BST |

| Brighton & Hove Albion (1) | 0–1         | Southampton (1) |
| -------------------------- | ----------- | --------------- |
|                            | Jegyzőkönyv | Austin 88'      |

| American Express Közösségi Stadion, Brighton Nézőszám: 13 651 Játékvezető: Andre Marriner |

| 2018. augusztus 28. 19:45 BST |

| Queens Park Rangers (2)               | 3–1         | Bristol Rovers (3) |
| ------------------------------------- | ----------- | ------------------ |
| Osayi-Samuel 4' Wszołek 18' Smith 64' | Jegyzőkönyv | Upson 87'          |

| Loftus Road, London Nézőszám: 5 007 Játékvezető: Charles Breakspear |

| 2018. augusztus 28. 19:45 BST |

| AFC Wimbledon (3) | 1–3         | West Ham United (1)                  |
| ----------------- | ----------- | ------------------------------------ |
| Pigott 2'         | Jegyzőkönyv | Diop 63' Ogbonna 83' Hernández 90+2' |

| Cherry Red Records Stadion, London Nézőszám: 3 962 Játékvezető: Tim Robinson |

| 2018. augusztus 28. 19:45 BST |

| Fulham (1)    | 2–0         | Exeter City (4) |
| ------------- | ----------- | --------------- |
| Kamara 4' 48' | Jegyzőkönyv |                 |

| Craven Cottage, London Nézőszám: 9 333 Játékvezető: Kevin Friend |

| 2018. augusztus 28. 19:45 BST |

| Wycombe Wanderers (3)                      | 2–2         | Forest Green Rovers (4)          |
| ------------------------------------------ | ----------- | -------------------------------- |
| Kashket 55' Stewart 74'                    | Jegyzőkönyv | Grubb 57' Winchester 86'         |
| Büntetőpárbaj                              |             |                                  |
| Jacobson Freeman McCarthy Stewart Saunders | 4–3         | Doidge Gunning Grubb Brown Digby |

| Adams Park, High Wycombe Nézőszám: 1 934 Játékvezető: Antony Coggins |

| 2018. augusztus 28. 19:45 BST |

| Cardiff City (1) | 1–3         | Norwich City (2)          |
| ---------------- | ----------- | ------------------------- |
| Ecuele Manga 77' | Jegyzőkönyv | Srbeny 26' 64' Aarons 69' |

| Cardiff City Stadion, Cardiff Nézőszám: 6 953 Játékvezető: Andrew Madley |

| 2018. augusztus 28. 19:45 BST |

| Brentford (2) | 1–0         | Cheltenham Town (4) |
| ------------- | ----------- | ------------------- |
| Jeanvier 40'  | Jegyzőkönyv |                     |

| Griffin Park, London Nézőszám: 4 384 Játékvezető: Ross Joyce |

| 2018. augusztus 28. 19:45 BST |

| Swansea City (2) | 0–1         | Crystal Palace (1) |
| ---------------- | ----------- | ------------------ |
|                  | Jegyzőkönyv | Sørloth 70'        |

| Liberty Stadion, Swansea Nézőszám: 9 122 Játékvezető: John Brooks |

| 2018. augusztus 28. 19:45 BST |

| Newport County (4) | 0–3         | Oxford United (3)                    |
| ------------------ | ----------- | ------------------------------------ |
|                    | Jegyzőkönyv | Demetriou 2' Baptiste 4' Whyte 90+1' |

| Rodney Parade, Newport Nézőszám: 2 228 Játékvezető: Scott Duncan |

| 2018. augusztus 28. 19:45 BST |

| Bournemouth (1)                  | 3–0         | Milton Keynes Dons (4) |
| -------------------------------- | ----------- | ---------------------- |
| Mousset 15' Fraser 37' Ibe 90+1' | Jegyzőkönyv |                        |

| Vitality Stadion, Bournemouth Nézőszám: 9 747 Játékvezető: James Linington |

| 2018. augusztus 29. 20:00 BST |

| Reading (2) | 0–2         | Watford (1)           |
| ----------- | ----------- | --------------------- |
|             | Jegyzőkönyv | Success 37' Quina 62' |

| Madejski Stadion, Reading Nézőszám: 9 265 Játékvezető: Andy Davies |

| 2018. augusztus 29. 19:45 BST |

| Everton (1)                          | 3–1         | Rotherham United (2) |
| ------------------------------------ | ----------- | -------------------- |
| Sigurðsson 28' Calvert-Lewin 61' 87' | Jegyzőkönyv | Vaulks 86'           |

| Goodison Park, Liverpool Nézőszám: 31 972 Játékvezető: Graham Scott |

| 2018. augusztus 29. 19:45 BST |

| Millwall (2)                                    | 3–2         | Plymouth Argyle (3) |
| ----------------------------------------------- | ----------- | ------------------- |
| Williams 64' (11-esből) Gregory 83' O’Brien 89' | Jegyzőkönyv | Ness 41' Ladapo 67' |

| The Den, London Nézőszám: 3 645 Játékvezető: Darren England |

| 2018. augusztus 29. 19:45 BST |

| Nottingham Forest (2)           | 3–1         | Newcastle United (1) |
| ------------------------------- | ----------- | -------------------- |
| Murphy 2' Cash 90+4' Dias 90+7' | Jegyzőkönyv | Rondón 90+2'         |

| City Ground, Nottingham Nézőszám: 13 942 Játékvezető: Jeremy Simpson |

## Harmadik kör
A harmadik kört 2018. augusztus 30-án sorsolták ki, szeptember végén 32 csapat 16 mérkőzést játszott. Zárójelben a csapatok osztályai találhatóak.
| 2018. szeptember 25. 20:00 BST |

| West Bromwich Albion (2) | 0–3         | Crystal Palace (1)              |
| ------------------------ | ----------- | ------------------------------- |
|                          | Jegyzőkönyv | Townsend 6' 81' Van Aanholt 76' |

| The Hawthorns, West Bromwich Nézőszám: 10 818 Játékvezető: Peter Bankes |

| 2018. szeptember 25. 19:45 BST |

| Burton Albion (3)   | 2–1         | Burnley (1) |
| ------------------- | ----------- | ----------- |
| Boyce 62' Allen 83' | Jegyzőkönyv | Long 40'    |

| Pirelli Stadion, Burton-upon-Trent Nézőszám: 2 449 Játékvezető: Robert Jones |

| 2018. szeptember 25. 19:45 BST |

| Wycombe Wanderers (3)                               | 3–4         | Norwich City (2)               |
| --------------------------------------------------- | ----------- | ------------------------------ |
| Cowan-Hall 17' Saunders 61' (11-esből) McCarthy 75' | Jegyzőkönyv | Rhodes 12' 14' 51' Trybull 41' |

| Adams Park, High Wycombe Játékvezető: Jeremy Simpson |

| 2018. szeptember 25. 19:45 BST |

| Oxford United (3) | 0–3         | Manchester City (1)                      |
| ----------------- | ----------- | ---------------------------------------- |
|                   | Jegyzőkönyv | Gabriel Jesus 36' Mahrez 78' Foden 90+3' |

| Kassam Stadion, Oxford Nézőszám: 11 956 Játékvezető: Roger East |

| 2018. szeptember 25. 19:45 BST |

| Millwall (2) | 1–3         | Fulham (1)                            |
| ------------ | ----------- | ------------------------------------- |
| Elliott 61'  | Jegyzőkönyv | Bryan 7' De la Torre 52' Christie 68' |

| The Den, London Nézőszám: 5 839 Játékvezető: Darren Bond |

| 2018. szeptember 25. 19:45 BST |

| Bournemouth (1)                               | 3–2         | Blackburn Rovers (2)                |
| --------------------------------------------- | ----------- | ----------------------------------- |
| Stanislas 14' Ibe 58' (11-esből) Wilson 90+5' | Jegyzőkönyv | Conway 63' Armstrong 72' (11-esből) |

| Dean Court, Bournemouth Nézőszám: 9 715 Játékvezető: Simon Hooper |

| 2018. szeptember 25. 19:45 BST |

| Preston North End (2)               | 2–2         | Middlesbrough (2)                   |
| ----------------------------------- | ----------- | ----------------------------------- |
| Robinson 27' Barkhuizen 66'         | Jegyzőkönyv | Fletcher 34' Tavernier 69'          |
| Büntetőpárbaj                       |             |                                     |
| Ledson Robinson Moult Pearson Burke | 3–4         | Leadbitter Gestede McNair Tavernier |

| Deepdale, Preston Nézőszám: 5 095 Játékvezető: Oliver Langford |

| 2018. szeptember 25. 19:45 BST |

| Wolverhampton Wanderers (1)    | 0–0         | Leicester City (1)                       |
| ------------------------------ | ----------- | ---------------------------------------- |
|                                | Jegyzőkönyv |                                          |
| Büntetőpárbaj                  |             |                                          |
| Szájsz Jota Ashley-Seal Traoré | 1–3         | Fuchs Ghezzal Choudhury Iborra Iheanacho |

| Molineux Stadion, Wolverhampton Nézőszám: 21 562 Játékvezető: Paul Tierney |

| 2018. szeptember 25. 19:45 BST |

| Blackpool (3)                  | 2–0         | Queens Park Rangers (2) |
| ------------------------------ | ----------- | ----------------------- |
| Gnanduillet 28' Spearing 90+1' | Jegyzőkönyv |                         |

| Bloomfield Road, Blackpool Nézőszám: 1 910 Játékvezető: Tim Robinson |

| 2018. szeptember 25. 20:00 BST |

| Manchester United (1)                                | 2–2         | Derby County (2)                                             |
| ---------------------------------------------------- | ----------- | ------------------------------------------------------------ |
| Mata 3' Fellaini 90+5'                               | Jegyzőkönyv | Wilson 59' Marriott 85'                                      |
| Büntetőpárbaj                                        |             |                                                              |
| Lukaku Young Fellaini Fred Martial Dalot Matić Jones | 7–8         | Mount Jozefzoon Wilson Marriott Johnson Bryson Forsyth Keogh |

| Old Trafford, Manchester Nézőszám: 55 227 Játékvezető: Stuart Attwell |

| 2018. szeptember 26. 19:45 BST |

| Nottingham Forest (2)            | 3–2         | Stoke City (2)         |
| -------------------------------- | ----------- | ---------------------- |
| Osborn 19' Murphy 40' Lolley 50' | Jegyzőkönyv | Afobe 60' Berahino 83' |

| City Ground, Nottingham Nézőszám: 12 915 Játékvezető: Darren England |

| 2018. szeptember 26. 19:45 BST |

| Arsenal (1)                    | 3–1         | Brentford (2) |
| ------------------------------ | ----------- | ------------- |
| Welbeck 5' 37' Lacazette 90+3' | Jegyzőkönyv | Judge 58'     |

| Emirates Stadion, London Nézőszám: 49 586 Játékvezető: Mike Dean |

| 2018. szeptember 26. 19:45 BST |

| Liverpool (1) | 1–2         | Chelsea (1)            |
| ------------- | ----------- | ---------------------- |
| Sturridge 58' | Jegyzőkönyv | Emerson 79' Hazard 85' |

| Anfield, Liverpool Nézőszám: 45 503 Játékvezető: Kevin Friend |

| 2018. szeptember 26. 19:45 BST |

| West Ham United (1)                                                                 | 8–0         | Macclesfield Town (4) |
| ----------------------------------------------------------------------------------- | ----------- | --------------------- |
| Antonio 29' Snodgrass 32' 60' Pérez 39' Fredericks 51' Ogbonna 54' Diangana 67' 82' | Jegyzőkönyv |                       |

| London Stadion, London Nézőszám: 24 833 Játékvezető: Craig Pawson |

| 2018. szeptember 26. 20:00 BST |

| Tottenham Hotspur (1)     | 2–2         | Watford (1)                 |
| ------------------------- | ----------- | --------------------------- |
| Alli 82' Lamela 86'       | Jegyzőkönyv | Success 46' Capoue 89'      |
| Büntetőpárbaj             |             |                             |
| Szon Lamela Llorente Alli | 4–2         | Success Capoue Hughes Quina |

| Stadium MK, Milton Keynes Nézőszám: 23 650 Játékvezető: Lee Mason |

| 2018. október 2. 19:45 BST |

| Everton (1)                            | 1–1         | Southampton (1)                    |
| -------------------------------------- | ----------- | ---------------------------------- |
| Walcott 85'                            | Jegyzőkönyv | Ings 44'                           |
| Büntetőpárbaj                          |             |                                    |
| Baines Tosun Richarlison Zouma Walcott | 3–4         | Ings Davis Højbjerg Targett Cédric |

| Goodison Park, Liverpool Nézőszám: 30 545 Játékvezető: Chris Kavanagh |

## Negyedik kör
A negyedik kört 2018. szeptember 29-én sorsolták ki, október végén 16 csapat 8 mérkőzést játszott. Zárójelben a csapatok osztályai találhatóak.
| 2018. október 30. 19:45 GMT |

| Bournemouth (1)        | 2–1         | Norwich City (2) |
| ---------------------- | ----------- | ---------------- |
| Stanislas 39' Cook 72' | Jegyzőkönyv | Hernández 70'    |

| Dean Court, Bournemouth Nézőszám: 10 331 Játékvezető: Lee Mason |

| 2018. október 30. 19:45 GMT |

| Burton Albion (3)                | 3–2         | Nottingham Forest (2)    |
| -------------------------------- | ----------- | ------------------------ |
| Janko 52' Fraser 64' Hesketh 82' | Jegyzőkönyv | Grabban 70' Appiah 90+1' |

| Pirelli Stadion, Burton-upon-Trent Nézőszám: 4 284 Játékvezető: John Brooks |

| 2018. október 31. 19:45 GMT |

| Arsenal (1)                     | 2–1         | Blackpool (3) |
| ------------------------------- | ----------- | ------------- |
| Lichtsteiner 33' Smith Rowe 50' | Jegyzőkönyv | O’Connor 66'  |

| Emirates Stadion, London Nézőszám: 48 168 Játékvezető: David Coote |

| 2018. október 31. 19:45 GMT |

| West Ham United (1) | 1–3         | Tottenham Hotspur (1)     |
| ------------------- | ----------- | ------------------------- |
| Pérez 71'           | Jegyzőkönyv | Szon 16' 54' Llorente 75' |

| London Stadion, London Nézőszám: 50 270 Játékvezető: Stuart Attwell |

| 2018. október 31. 19:45 GMT |

| Chelsea (1)                      | 3–2         | Derby County (2)        |
| -------------------------------- | ----------- | ----------------------- |
| Tomori 5' Keogh 21' Fàbregas 41' | Jegyzőkönyv | Marriott 9' Waghorn 27' |

| Stamford Bridge, London Nézőszám: 39 564 Játékvezető: Jonathan Moss |

| 2018. október 31. 20:00 GMT |

| Middlesbrough (2) | 1–0         | Crystal Palace (1) |
| ----------------- | ----------- | ------------------ |
| Wing 45+3'        | Jegyzőkönyv |                    |

| Riverside Stadion, Middlesbrough Nézőszám: 11 850 Játékvezető: Paul Tierney |

| 2018. november 1. 19:45 GMT |

| Manchester City (1) | 2–0         | Fulham (1) |
| ------------------- | ----------- | ---------- |
| Díaz 18' 65'        | Jegyzőkönyv |            |

| City of Manchester Stadion, Manchester Nézőszám: 35 271 Játékvezető: Martin Atkinson |

| 2018. november 27. 19:45 GMT |

| Leicester City (1)                        | 0–0         | Southampton (1)                                      |
| ----------------------------------------- | ----------- | ---------------------------------------------------- |
|                                           | Jegyzőkönyv |                                                      |
| Büntetőpárbaj                             |             |                                                      |
| Fuchs Albrighton Söyüncü Gray Vardy Mendy | 6–5         | Davis Højbjerg Redmond Vestergaard Cédric Gabbiadini |

| King Power Stadion, Leicester Nézőszám: 22 150 Játékvezető: Roger East |

1. ↑  A mérkőzést eredetileg október végére írták ki, de a leicesteri helikopter-baleset miatt elhalasztották.[4]

## Negyeddöntő
A negyeddöntőket 2018. október 30-án sorsolták ki, december közepén 8 csapat 4 mérkőzést játszott. Zárójelben a csapatok osztályai találhatóak.
| 2018. december 18. 19:45 GMT |

| Middlesbrough (2) | 0–1         | Burton Albion (3) |
| ----------------- | ----------- | ----------------- |
|                   | Jegyzőkönyv | Hesketh 48'       |

| Riverside Stadion, Middlesbrough Nézőszám: 17 342 Játékvezető: Michael Oliver |

| 2018. december 18. 19:45 GMT |

| Leicester City (1)             | 1 – 1                             | Manchester City (1)                       |
| ------------------------------ | --------------------------------- | ----------------------------------------- |
| Albrighton 73'                 | (0 – 1, 1 – 1, 1 – 1) Jegyzőkönyv | De Bruyne 14'                             |
| Büntetőpárbaj                  |                                   |                                           |
| Maguire Fuchs Maddison Söyüncü | 1 – 3                             | Gündoğan Sterling Gabriel Jesus Zincsenko |

| King Power Stadion, Leicester Nézőszám: 24 644 Játékvezető: Lee Mason |

| 2018. december 19. 19:45 GMT |

| Arsenal (1) | 0–2         | Tottenham Hotspur (1) |
| ----------- | ----------- | --------------------- |
|             | Jegyzőkönyv | Szon 20' Alli 59'     |

| Emirates Stadion, London Nézőszám: 59 016 Játékvezető: Jonathan Moss |

| 2018. december 19. 19:45 GMT |

| Chelsea (1) | 1–0         | Bournemouth (1) |
| ----------- | ----------- | --------------- |
| Hazard 84'  | Jegyzőkönyv |                 |

| Stamford Bridge, London Nézőszám: 40 432 Játékvezető: Anthony Taylor |

## Elődöntő
Az elődöntőket 2018. december 19-én sorsolták ki, a 4 csapat januárban játszotta a mérkőzéseket. Zárójelben a csapatok osztályai találhatóak.

### 1. mérkőzés
| 2019. január 8. 19:45 GMT |

| Tottenham Hotspur (1) | 1–0         | Chelsea (1) |
| --------------------- | ----------- | ----------- |
| Kane 26' (11-esből)   | Jegyzőkönyv |             |

| Wembley Stadion, London Nézőszám: 44 371 Játékvezető: Michael Oliver |

| 2019. január 9. 20:45 CET |

| Manchester City (1)                                                                      | 9 – 0       | Burton Albion (3) |
| ---------------------------------------------------------------------------------------- | ----------- | ----------------- |
| De Bruyne 5' Gabriel Jesus 30' 34' 57' 65' Zincsenko 37' Foden 62' Walker 70' Mahrez 83' | Jegyzőkönyv |                   |

| City of Manchester Stadion, Manchester Nézőszám: 32 089 Játékvezető: Mike Dean |

### 2. mérkőzés
| 2019. január 23. 20:45 CET |

| Burton Albion (3) | 0 – 1       | Manchester City (1) |
| ----------------- | ----------- | ------------------- |
|                   | Jegyzőkönyv | Agüero 26'          |

| Pirelli Stadion, Burton-on-Trent Nézőszám: 6 519 Játékvezető: Kevin Friend |

| 2019. január 24. 20:45 CET |

| Chelsea (1)                             | 2 – 1 (h. u.)                     | Tottenham Hotspur (1)     |
| --------------------------------------- | --------------------------------- | ------------------------- |
| Kanté 27' Hazard 38'                    | (2 – 0, 2 – 1, 2 – 1) Jegyzőkönyv | Llorente 50'              |
| Büntetőpárbaj                           |                                   |                           |
| Willian Azpilicueta Jorginho David Luiz | 4 – 2                             | Eriksen Lamela Dier Lucas |

| Stamford Bridge, London Nézőszám: 38 60 Játékvezető: Martin Atkinson |

## Döntő
A döntőt 2019. február 24-én rendezték a Wembley Stadionban.
| 2019. február 24. 17:30 CET |

| Chelsea                                  | 0 – 0                             | Manchester City                        |
| ---------------------------------------- | --------------------------------- | -------------------------------------- |
|                                          | (0 – 0, 0 – 0, 0 – 0) Jegyzőkönyv |                                        |
| Büntetőpárbaj                            |                                   |                                        |
| Jorginho Azpilicueta Emerson Luiz Hazard | 3 – 4                             | Gündoğan Agüero Sané B. Silva Sterling |

| Wembley Stadion, London Nézőszám: 81 775 Játékvezető: Jonathan Moss |

## Fordítás
- Ez a szócikk részben vagy egészben  a(z)   2018–19 Football League Cup című angol Wikipédia-szócikk fordításán alapul.  Az eredeti cikk szerkesztőit annak laptörténete sorolja fel. Ez a jelzés csupán a megfogalmazás eredetét és a szerzői jogokat jelzi, nem szolgál a cikkben szereplő információk forrásmegjelöléseként.